# Wollerau
Wollerau es una comuna suiza del cantón de Schwyz, capital del distrito de Höfe, situada a orillas del lago de Zúrich. Limita al noroeste con la comuna de Richterswil (ZH), al este con Freienbach, al sur con Feusisberg, y al oeste Hütten (ZH).

## Residentes famosos
- Kimi Räikkönen, piloto de Fórmula 1
- Felipe Massa, expiloto de Fórmula 1
- Roger Federer, extenista
- Marcel Ospel, banquero